# Buick Somerset
La Somerset è un'autovettura compact prodotta dalla Buick dal 1985 al 1987. In precedenza, la Buick usò il nome "Somerset" per un allestimento della Buick Regal commercializzato nei primi anni ottanta.
La Somerset fu uno dei modelli costruiti dalla General Motors sul pianale N che erano caratterizzati dall'avere installato dei motori di piccole dimensioni. Essi, inoltre, erano contraddistinti dal possedere delle limitate dimensioni del corpo vettura. La carrozzeria principale con cui fu commercializzata la Somerset fu coupé quattro porte. Destinata a sostituire la Buick Skylark, la Somerset non riuscì a diventare popolare presso i potenziali acquirenti. Inizialmente lanciata come Somerset Regal, la sua denominazione fu abbreviata in "Somerset" nel 1986, quando una versione berlina a quattro porte della vettura fu aggiunta alla gamma con il nome di Skylark.
Per la motorizzazione era possibile la scelta tra due propulsori, vale a dire un quattro cilindri in linea da 2,5 L ed un V6 da 3 L. Assemblata a Lansing, nel Michigan, la Somerset aveva il motore montato anteriormente e la trazione all’avantreno. I cambi disponibili furono due, cioè una trasmissione manuale a cinque rapporti ed un cambio automatico a tre marce.
La Somerset non ebbe lo stesso successo sui mercati della Pontiac Grand Am, nonostante fosse basata sulla stessa piattaforma. La Somerset aveva alcune caratteristiche particolari, come una strumentazione interamente digitale e degli interni lussuosi (questi ultimi, a dispetto delle dimensioni della vettura).
La Somerset Regal ebbe diversi problemi. L'alternatore era inadeguato per riuscire a sostenere la domanda di energia della strumentazione integralmente digitale, e quindi spesso il sistema si spegneva. Un altro problema fu la posizione della radio. Invece della classica installazione su plancia, l'autoradio fu montata su un supporto posizionato sopra i comandi dell'aria condizionata, nella console centrale. Ciò comportò dei grossi problemi ed un grande aggravio di prezzo per i clienti che avessero voluto sostituire l'apparecchio offerto dalla fabbrica con uno proveniente dall'aftermarket.
Dal 1988 il nome Somerset fu tolto dal mercato, e tutti i modelli vennero rinominati Skylark.
La Somerset ha partecipato alle competizioni automobilistiche della Trans-Am Series utilizzando dei motori V8 provenienti dall'aftermarket.